# تورنیچ
تورنیچ (به لاتین: Turnić) یک منطقهٔ مسکونی در کرواسی است که در شهرستان پوژگا-اسلاونیا واقع شده‌است.

## خصوصیات
تورنیچ ۹۳ نفر جمعیت دارد و ۱۶۶ متر بالاتر از سطح دریا واقع شده‌است.